# Cantaridină

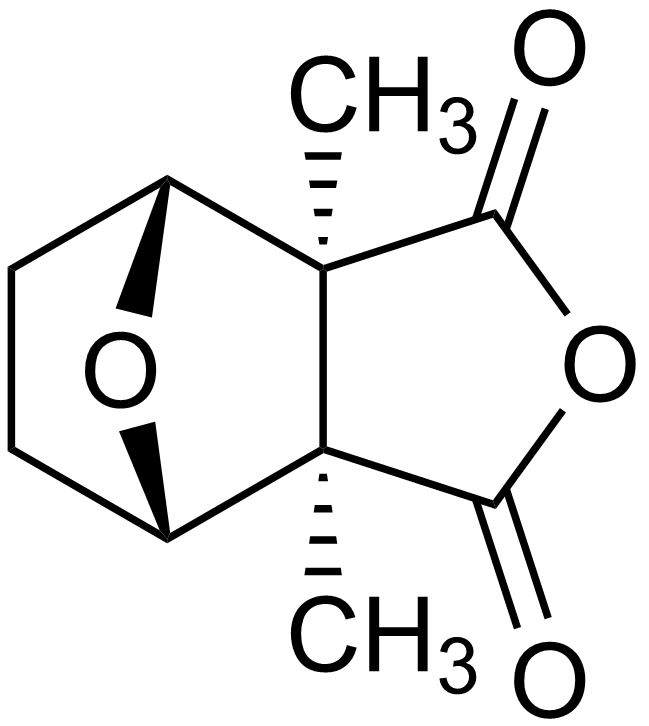
Structura chimică a cantaridinei

Cantaridina  (C10 H12 O4) (franceză: cantharidine) este o substanță toxică extrasă din gândacul de frasin denumit și cantaridă. Sustanța este găsită  în mod natural la mulți membri ai familiei de gândaci Meloidae. Gândacul de frasin conține conține circa 5% cantaridină. Este o substanță pe care insecta o degajă, în special atunci când se simte amenințată. Acest lichid este produs și apoi secretat de glandele abdominale. Cantaridina este produsă de mascul și în timpul copulației și are un efect stimulator asupra femelei.   

## Proprietăți fizice și chimice
Cantaridina este o substanță lichidă, volatilă la temperaturi mai ridicate de 20°C, vezicantă, cu miros respingător (asemănător cu mirosul de șobolan). În stare pură este o substanță solidă, albă, foarte solubilă în apă și alți solvenți. În alcool etilic este miscibilă 100%.  

## Istoric
Cantaridina este cea mai veche substanță afrodiziacă europeană cunoscută, fiind citată sub diferite denumiri, cu multe secole înainte de cunoașterea structurii sale chimice, în diferite tratate vechi de medicină. Tratatele de medicină tradițională chineză, menționează din vechime efectele asupra omului dar și toxicitatea mare a acesteia. Romanii foloseau pudra de cantaridă în reușita orgiilor din vilele romane. 

## Utilizare ca afrodiziac
Acțiunea afrodiziacă a cantaridinei nu este datorată creșterii excitabilității pe cale nervoasă sau hormonală (nu prezintă acțiune testosteronică, analeptică, euforică sau halucinogenă), ci printr-un efect local, realizat prin iritația și inflamația de lungă durată a glandelor și mucoaselor genitale ce rezultă într-o circulație rapidă a sângelui către organele sexuale.

## Precauții
Fiind o substanță toxică și iritantă, cantaridina produce vezicule pe piele. Dacă este ingerată, produce grețuri, vărsături, putând duce chiar la deces. 

## Obținere
Cantaridina a fost izolată pentru prima dată de chimistul francez Pierre Jean Robiquet în anul 1810. 
În trecut, insectele erau scuturate prin baterea copacilor cu bețe lungi și colectate pe niște prelate întinse sub copaci, apoi vărsate într-un bazin cu apă și oțet, pentru ca insectele să moară, după care erau uscate și ambalate în cutiuțe închise etanș.
Din cantaridele uscate și măcinate, mai ales elitrele unde se concentra cea mai mare parte din cantaridină, era obținută o pudră numită și "praf de gândăcei". 